# Rade (Steinburg)
Rade (niederdeutsch: Raad) ist eine Gemeinde im Kreis Steinburg in Schleswig-Holstein.

## Geografie

### Geografische Lage
Das Gemeindegebiet von Rade erstreckt sich in der naturräumlichen Haupteinheit der Heide-Itzehoer Geest. Es liegt im südlichen Bereich des Naturparks Aukrug. Der Flusslauf der Stör bildet auf gut einem halben Kilometer die südöstliche Gemeindegrenze ab.

### Gemeindegliederung
Im Gemeindegebiet befindet sich, neben dem namensgebenden Dorf auch das Gut Karolinental als weiterer Wohnplatz.

### Nachbargemeinden
Direkt angrenzende Gemeindegebiete von Rade sind:
|              | Hennstedt                                   |            |
| Oeschebüttel | Kompassrose, die auf Nachbargemeinden zeigt | Fitzbek    |
| Rosdorf      |                                             | Störkathen |

### Gemeindevertretung
Bei der Kommunalwahl am 14. Mai 2023 wurden insgesamt sieben Sitze vergeben. Diese fielen erneut alle an die Kommunale Wählervereinigung Rade. Die Wahlbeteiligung betrug 65,1 %.

## Verkehr
Durch das Gemeindegebiet führen die schleswig-holsteinischen Landesstraßen 123 und 122. Die L 123 verbindet in Nord-Süd-Richtung Hohenwestedt mit Kellinghusen. Die L 122 zweigt von ihr im Bereich der Dorflage in östlicher Richtung ab und führt den motorisierten Individualverkehr in Richtung Bad Bramstedt.